# Ehepatent

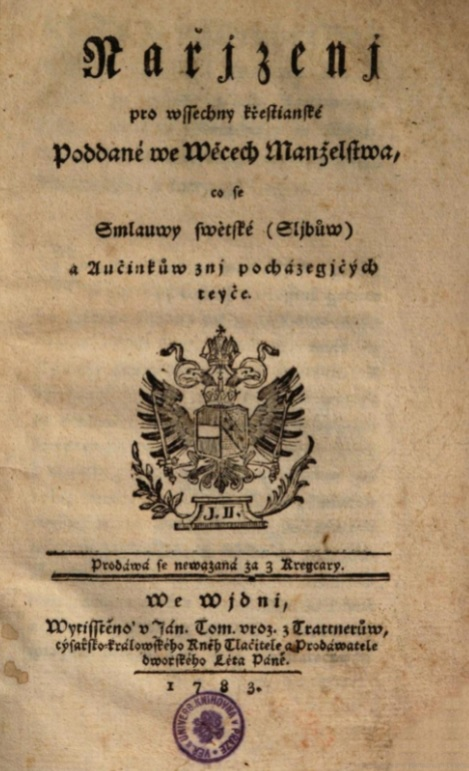
Karta tytułowa czeskiego przekładu patentu

Ehepatent (Patent o małżeństwie Józefa II) – pierwszy świecki kodeks prawa małżeńskiego, wydany w Austrii przez cesarza Józefa II 16 stycznia 1783 r.
Wprowadzał państwowe prawo małżeńskie, czego najwymowniejszym dowodem było uznanie małżeństwa za wyłącznie umowę prawną. W Ehepatencie Józefa II małżeństwo wprost zostało uznane za umowę cywilną regulowaną przepisami państwowymi zarówno co do ważności, jak i co do skutków. Zasadę, że małżeństwo z punktu widzenia prawa jest wyłącznie kontraktem cywilnym, a nie sakramentem, powtórzyła za austriackim Ehepatentem dopiero kilka lat później pierwsza konstytucja francuska. Jednak prawo małżeńskie wprowadzone przez Józefa II zasadniczo pokrywało się z prawem wyznaniowym, chociaż przewidywało w niektórych punktach istotne różnice, np. brak zgody rodziców na zawarcie małżeństwa stanowiło podstawę unieważnienia, czego nie uznawało prawo kanoniczne.
Konieczność uregulowania w pierwszej kolejności prawa małżeńskiego wynikała z wprowadzenia dwa lata wcześniej tolerancji religijnej. Gdy państwo zdecydowało się na tolerowanie niekatolickich (i niechrześcijańskich) wyznań, to jednocześnie wyznawcom równouprawnionych religii musiało zezwolić na zawieranie małżeństwa zgodnie z ich religią. Patent o małżeństwie był zatem pierwszym świeckim kodeksem wydanym w państwie katolickich. Do tej pory bowiem sprawy małżeńskie podlegały kwestionowaniu autorytetowi Kościoła i prawa kanonicznego.
Patent nie ustanowił ani obligatoryjnej, ani fakultatywnej świeckiej formy zawarcia małżeństwa. Obowiązywała forma wyznaniowa, zgodna z wymaganiami poszczególnych religii. Ehepatent przyznawał prawo rozwodu tylko małżonkom, których wyznanie dopuszczało rozwiązanie małżeństwa przez rozwód (takiej możliwości nie mieli katolicy). Konsekwencją wprowadzonych zmian było przejście sądownictwa w sprawach małżeńskich z sądów diecezjalnych (kościelnych) pod jurysdykcję sądów państwowych.
Za życia Józefa II nie udało się wprowadzić w Austrii pełnej kodyfikacji prawa cywilnego. w 1786 r. ukazała się jedynie jego pierwsza część, która zawierała prawo osobowe, w tym regulacje prawa małżeńskiego osobowego, na wzór Ehepatentu, i majątkowego. Pierwszym całościowym austriackim kodeksem prawa cywilnego był kodeks zachodniogalicyjski z 1797 r.
ABGB z 1811 r. przyjęła w ślad za Patentem o małżeństwie Józefa II z 1783 r. wyznaniowo-świecki system osobowego prawa małżeńskiego.